# 嘉義縣阿里山鄉達邦國民小學
嘉義縣阿里山鄉達邦國民小學，簡稱達邦國小，是中華民國的一所國民小學，位於嘉義縣阿里山鄉達邦村，建立於1904年，是台灣第一所原住民教育機構。

## 歷史
1904年11月4日，台南州警務部成立「達邦番童教育所」，由台灣總督府民政局殖產部主管，老師由警察兼任，修業年限1921年定為四年制。1946年改名「吳鳳鄉第一國民學校」，1947年更名為「台南縣吳鳳鄉達邦國民學校」，1948年更名為「嘉義縣吳鳳鄉達邦國民學校」，1968年新學制實施，更名為「嘉義縣吳鳳鄉達邦國民小學」。1975年因舊校舍地基坍塌遷址，1989年改名為「嘉義縣阿里山鄉達邦國民小學」。1999年因九二一大地震造成校舍嚴重損壞而原地重建，2009年的莫拉克風災中發生地基坍塌，2010年8月6日TVBS關懷台灣文教基金會募資1.14億新台幣進行重建，2012年5月7日完工。2019年獲中華民國教育部及原住民族委員會核定為原住民族實驗教育國中小。

## 特色
達邦國小的校舍和操場為莫拉克風災後新建，外牆有一幅巨大的身著紅衣與獵刀的獵人圖，校門口有一幢百年檜木警舍，是高一生任鄉長時的故居，附近有莊氏祭屋、百年神社步道等景點。達邦國小有九成八學生是鄒族，校方每年都會組織畢業班學生攀登玉山。學校聘用鄒族師資開辦鄒語及民俗等課程，使用原住民族委員會統一拼音課本。新生入學儀式依循鄒族古禮 epsxpsx 面向東方接受長老的祈福。

## 著名校友
- 高一生